# Karl E. H. Seigfried
Karl E. H. Seigfried (* 8. März 1973 in Evanston, Illinois) ist ein amerikanischer klassischer und Jazzmusiker (Kontrabass, Gitarre, Komposition) und Autor aus Chicago, der genreübergreifend tätig ist. Außerdem veröffentlicht er zur nordischen Mythologie.

## Leben und Wirken
Seigfried studierte Kontrabassist und promovierte über Wilbur Ware. Zu seinen akademischen Lehrern gehörten Jimmy Cheatham, Richard Davis, Carol Kaye und Bertram Turetzky. Er hat zudem einen Abschluss in Literatur (Amerikanistik, Anglistik und Germanistik) von der University of California, San Diego; er studierte Kunst und Literatur am John Felice Rome Center der Loyola University Chicago und verbrachte einige Zeit mit der Erforschung nordischer Mythologie und Religion in Island.
Als klassischer Musiker ist Seigfried Mitglied der Chicago Sinfonietta und Solobassist des Chicago Sinfonietta Chamber Ensemble.  Als Erster Bassist des Peoria Symphony Orchestra hat er die Bassgruppe hinter Solisten wie Emanuel Ax, Joshua Bell, Evelyn Glennie, Hilary Hahn, Sharon Isbin, Yo-Yo Ma, Mark O’Connor und Itzhak Perlman geleitet.
Als Jazzbassist gehört Seigfried wie David Boykin, Jeff Parker und Jim Baker zu der Generation innovativer Jazzmusikern, die in Chicago seit Anfang der 1990er Jahre in den Blickpunkt der Öffentlichkeit gerückt ist. Er ist mit Robert Barry, Anthony Davis, Jimmy Ellis, Henry Grimes, Peter Kowald ebenso aufgetreten wie mit Bobby McFerrin.  Obwohl er kein Mitglied der Association for the Advancement of Creative Musicians ist, arbeitete er gleichermaßen mit Fred Anderson, Gerald Donovan / Ajaramu, David Boykin, Ernest Dawkins, Fred Hopkins, Aaron Getsug, George Lewis, Nicole Mitchell, Roscoe Mitchell, Jeff Parker, Avreeayl Ra, Isaiah Spencer und dem AACM Great Black Music Ensemble auf.  Daneben leitet er eigene Gruppen.
Im Rockbereich spielte Seigfried Leadgitarre beim Soul Power Trio und Bass und Gitarre bei den Lost Cartographers. Weiterhin ist er Mitglied der Space-Rock-Band Spirits Burning, die aus Mitgliedern von Hawkwind, Blue Öyster Cult, Citizen Fish, Gong, Jefferson Starship und Clearlight besteht; gemeinsam legten sie Alben wie Crazy Fluid und Behold the Action Man vor.
Seigfried ist Dozent für Bass und Gitarre am Carthage College und Dozent für Musik an der School of Continuing and Professional Studies der Loyola University Chicago. Zuvor war er Dozent für Musik am Knox College, Rock Valley College und an der Western Illinois University. Weiterhin ist er Dozent für Theologie und Religionsgeschichte am Cherry Hill Seminary und außerordentlicher Professor am Illinois Institute of Technology. Weiterhin unterrichtete er nordische Mythologie an der Loyola University Chicago und nordische Religion am Carthage College, wo er Gründer der Tolkien Society war. Er hat auch Kurse über Mythologie, Religion, J.R.R. Tolkien und Richard Wagner gehalten. Er fungiert als goði (Priester) von Thor’s Oak Kindred, einer Organisation, die sich der Ausübung der Ásatrú-Religion in Chicago widmet.

## Diskographische Hinweise
- Boykin, Seigfried, & Reed (2004, Imaginary Chicago, mit David Boykin, Mike Reed)
- Criminal Mastermind (2006, Imaginary Chicago, solo)
- The New Quartet: Blue Rhizome (2008, Imaginary Chicago, mit Greg Ward, Carmel Raz, Chris Avgerin)[4]
- Portrait of Jack Johnson (2010, Imaginary Chicago, mit Greg Ward, Frank Rosaly)[5]